# 仙崎湾
仙崎湾（せんざきわん）は、山口県の日本海側に位置する湾である。

## 概要
山口県長門市一宗の鼻と笹島南端を結ぶ線、同島北端と長門市大島東端を結ぶ線、同島北端と長門市通字大山六番一東端を結ぶ線、同市青海大橋及び陸岸により囲まれた海域を指す。湾の西側は深川湾と接している。湾奥には仙崎漁港があり、三隅川が流入する。

## 脚註
1. ↑  Senzaki Wan sa Geonames.org (cc-by); post updated 2013-08-07; database download sa 2017-02-07
2. ↑  “仙崎湾”. 環境庁- 閉鎖性海域ネット (2011年4月1日). 2022年9月4日閲覧。